# Colomera
Colomera è un comune spagnolo di 1 623 abitanti situato nella provincia di Granada.